# Етербек
Етербек (хол. Etterbeek) је општина у Белгији у региону Брисел. Према процени из 2007. у општини је живело 42.342 становника.

## Становништво
Према процени, у општини је 1. јануара 2015. живело 46.773 становника.
| 1984.  | 2000.  | 2010. | 2015. |
| ------ | ------ | ----- | ----- |
| 44.267 | 39.404 | 44352 | 46773 |

## Знамените личности
- Лара Фабијан, франкофона кантауторка и глумица
- Жорж Реми, белгијски цртач стрипа
- Херман ван Ромпој, фламански политичар